# 죽음보다 깊은 잠
《죽음보다 깊은 잠》은 1979년 공개된 대한민국의 영화이다.

## 배역
- 정윤희 : 다희 역
- 이영욱 : 영훈 역
- 신광일 : 경민 역
- 박병호 : 다희 부 역
- 김용림 : 다희 모 역
- 유은경 : 울희 역